# Síťový spojovací subsystém

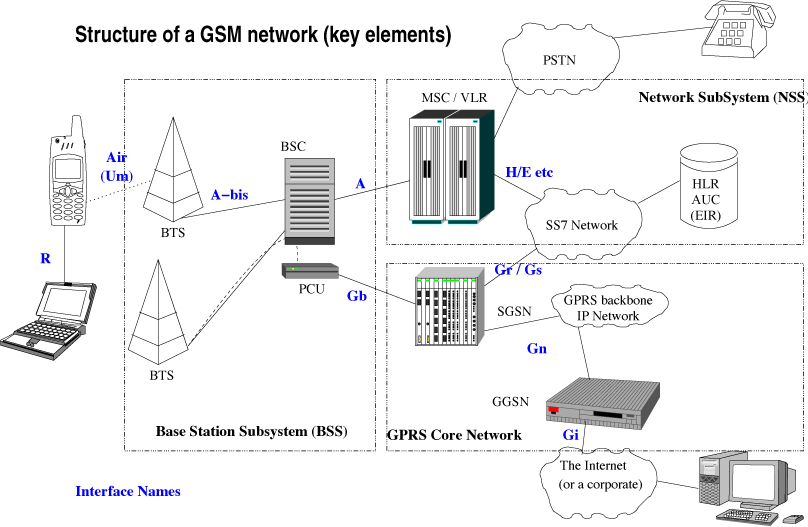
Struktura sítě GSM

Síťový spojovací subsystém (anglicky Network switching subsystem, NSS nebo GSM core network) je část GSM sítě, která uskutečňuje propojování hovorů a zabezpečuje mobility management pro mobilní telefony roamující v síti základnových stanic. Je vlastněn a provozován mobilním operátorem a umožňuje mobilním telefonům komunikovat s ostatními účastníky v mobilních i pevných telefonních sítích. Architektura obsahuje specifické vlastnosti a funkce, které vyplývají z faktu, že mobilní telefony mohou měnit své umístění.
Jádro sítě GSM bylo původně tvořeno pouze síťovým spojovacím subsystémem, který zajišťoval činnost infrastruktury pracující s přepojováním okruhů používané pro tradiční GSM služby jako hlasové hovory, SMS, a přenosy dat využívající přepojování okruhů (CSD). Později byl rozšířen o překryvnou architekturu (anglicky overlay architecture) pro poskytování služeb využívajících přepojování paketů pro služby přenosu dat známou jako jádro sítě GPRS. To umožňuje mobilním telefonům využívat služby jako WAP, MMS a datové služby, především přístup k síti Internet.

## Síťové prvky

### Doména CS
- Ústředna veřejné mobilní sítě (MSC)
- Domovský registr (HLR)
- Návštěvnický registr (VLR)
- Autentizační středisko (AuC)
- Registr mobilních zařízení (EIR)
- Středisko krátkých textových zpráv (SMSC)